# 悲しいくらい脆くて長い橋
『悲しいくらい脆くて長い橋』（かなしいくらいもろくてながいはし）は、JAYWALK20枚目のオリジナル・アルバム。2004年5月21日、日本クラウンから発売された。

## 概要
前作『Old-fashioned love songs』を挟んで、オリジナル・アルバムとしては『Asia』より2年1ヶ月ぶりの新作。

## 収録曲
1. 悲しいくらい脆くて長い橋（PROLOGUE）
  - 作曲：知久光康
2. 火の鳥
  - 作詞・作曲：知久光康
3. 泣き出しそうに見えたとき
  - 作詞・作曲：知久光康
4. 君と駅までの道
  - 作詞：知久光康　作曲：中村耕一
5. どこかで誰かが泣いている
  - 作詞：知久光康　作曲：中内助六
6. サヨナラをワルツで
  - 作詞・作曲：中川謙太郎
7. シネマの夜
  - 作詞・作曲：知久光康
8. Viva! Que Sera,Sera
  - 作詞・作曲：中川謙太郎
9. 桑港（サンフランシスコ）のチャイナタウン
  - 作詞：佐伯孝夫　作曲：佐々木俊一
  - 渡辺はま子のカバー曲。
10. あふれる想い
  - 作詞：知久光康　作曲：中内助六
11. カラスと俺
  - 作詞・作曲：中川謙太郎
12. 悲しいくらい脆くて長い橋
  - 作詞・作曲：知久光康
13. 火の鳥（EPILOGUE）
  - 作曲：知久光康